# Scolopendrida
Scolopendrida é uma ordem de miriápodes composta por centopéias chatas e de corpo forte. Vivem embaixo de fendas, rochas, cascas de árvores e troncos, são escavadoras.
Cada segmento tem de 21 a 23 metâmeros. Possuem glândulas de veneno.
São adaptados para correr, tem pernas longas, o impulso efetivo e de recuperação são iguais.
Se alimentam de rãs, sapos, aves e até camundongos. Usam as antenas para a localização das presas.
São epimorfos, ou seja, têm os segmentos completos do corpo quando os ovos eclodem.